# Веллінгтон (Міссурі)
Веллінгтон (англ. Wellington) — місто (англ. city) в США, в окрузі Лафаєтт штату Міссурі. Населення — 738 осіб (2020).

## Географія
Веллінгтон розташований за координатами 39°8′33″ пн. ш. 93°59′11″ зх. д. / 39.14250° пн. ш. 93.98639° зх. д. (39.142390, -93.986260).  За даними Бюро перепису населення США в 2010 році місто мало площу 2,91 км², з яких 2,82 км² — суходіл та 0,09 км² — водойми.

## Демографія
Згідно з переписом 2010 року, у місті мешкало 812 осіб у 322 домогосподарствах у складі 225 родин. Густота населення становила 279 осіб/км².  Було 357 помешкань (123/км²).
Расовий склад населення:
| - 95,9 % — білих - 1,0 % — чорних або афроамериканців - 0,2 % — корінних американців - 1,0 % — осіб інших рас |

До двох чи більше рас належало 1,8 %. Частка іспаномовних становила 2,7 % від усіх жителів.
За віковим діапазоном населення розподілялося таким чином: 27,5 % — особи молодші 18 років, 59,1 % — особи у віці 18—64 років, 13,4 % — особи у віці 65 років та старші. Медіана віку мешканця становила 38,3 року. На 100 осіб жіночої статі у місті припадало 95,7 чоловіків;  на 100 жінок у віці від 18 років та старших — 93,8 чоловіків також старших 18 років.
Середній дохід на одне домашнє господарство  становив 57 313 долари США (медіана — 48 292), а середній дохід на одну сім'ю — 68 529 доларів (медіана — 63 500). Медіана доходів становила 39 500 доларів для чоловіків та 35 714 долари для жінок. За межею бідності перебувало 11,5 % осіб, у тому числі 10,2 % дітей у віці до 18 років та 6,9 % осіб у віці 65 років та старших.
Цивільне працевлаштоване населення становило 412 особи. Основні галузі зайнятості: виробництво — 18,9 %, освіта, охорона здоров'я та соціальна допомога — 11,7 %, будівництво — 11,7 %.